# La Albuera (Segovia)

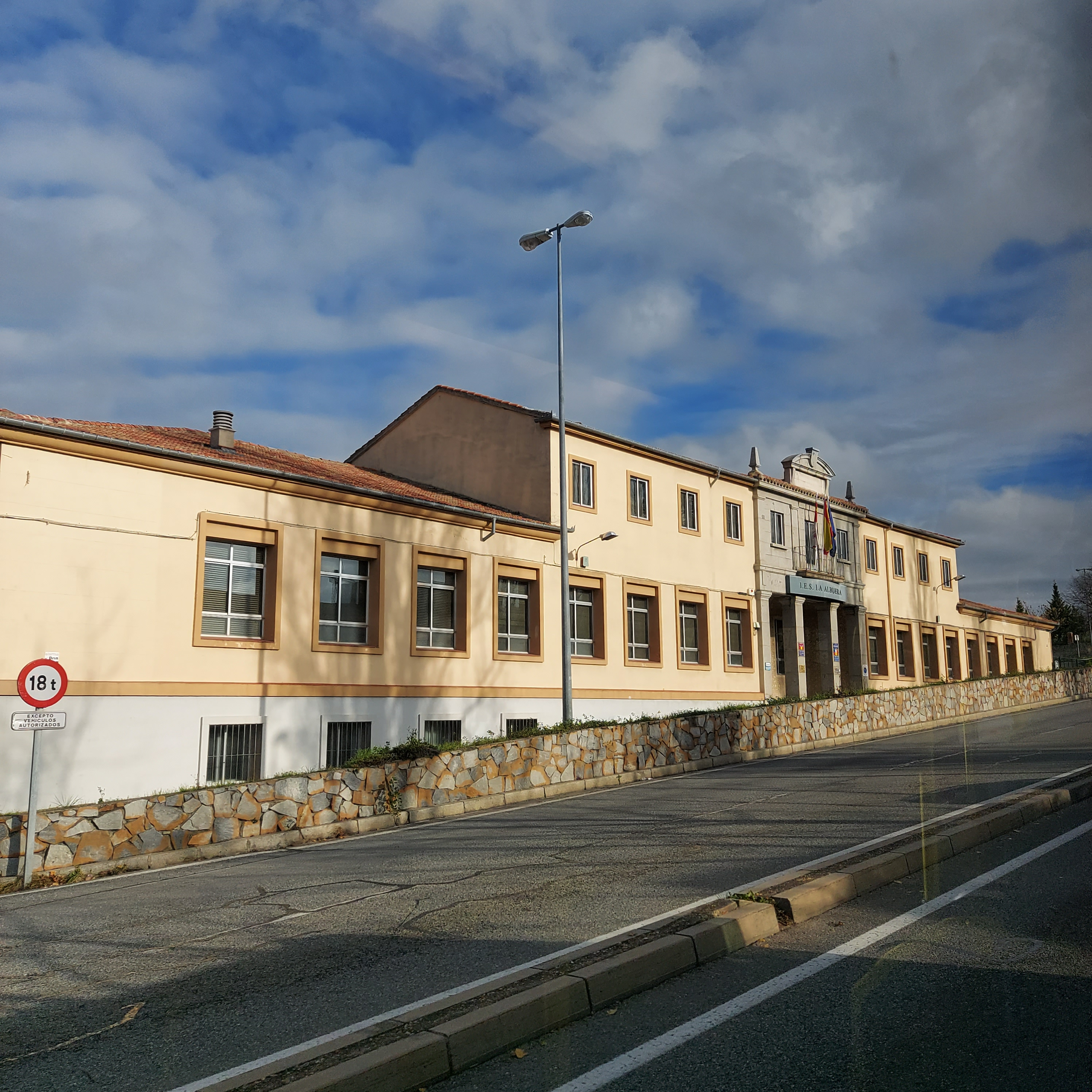
Primer centro educativo del barrio

El barrio de La Albuera es un barrio situado al sureste de la ciudad de Segovia, en Castilla y León, con más de 6000 vecinos y un porcentaje elevado de población migrante. Su población presenta un claro envejecimiento.
En su término se encuentra el despoblado medieval de Gallococeado.

## Origen

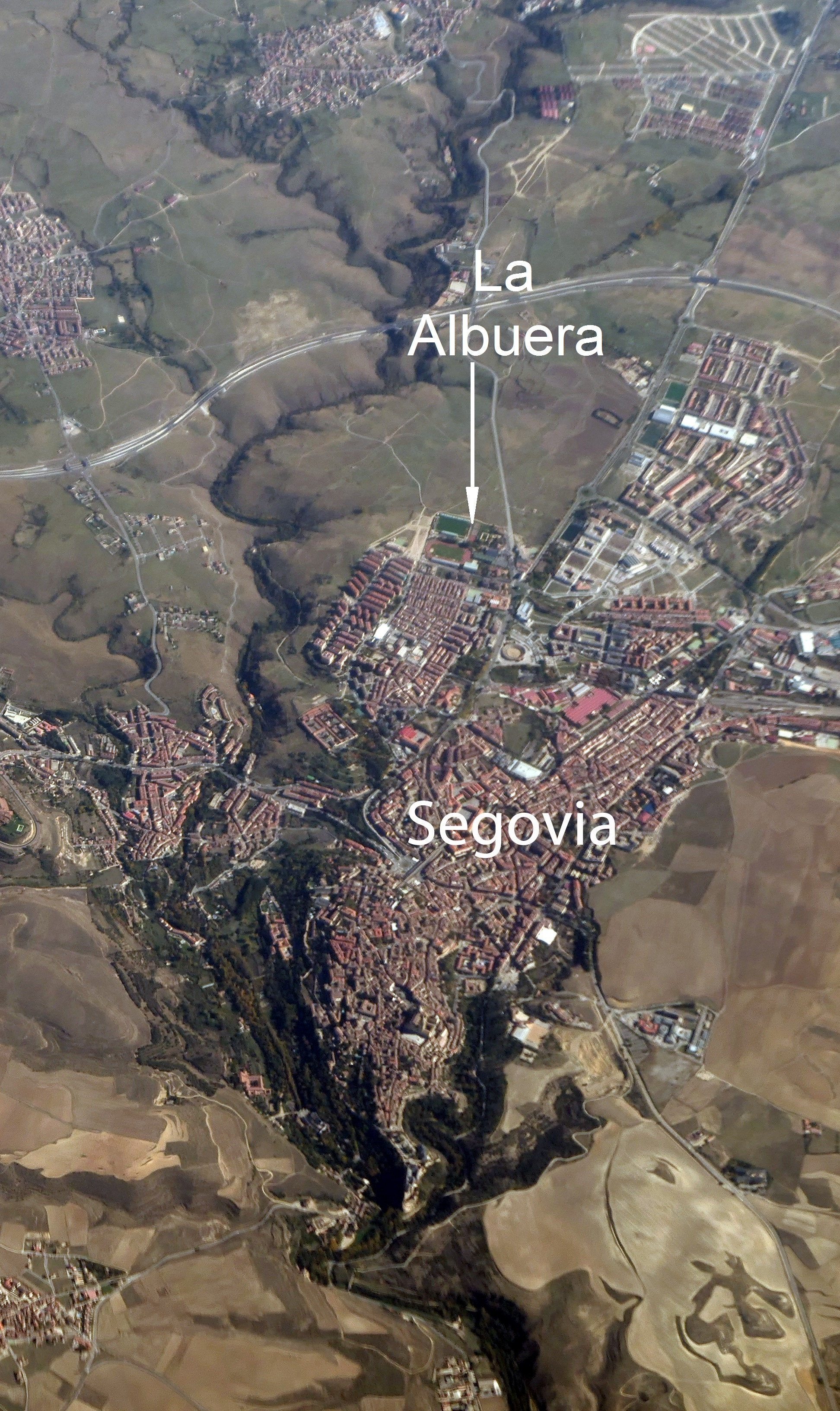
Vista aérea de la zona en la que se ubica La Albuera

A finales del siglo XIX la ciudad de Segovia sufre un grave problema de vivienda: las características de una ciudad antigua sobre la que no se habían hecho las adaptaciones necesarias para mejorar su habitabilidad y evitar el hacinamiento, tuvieron como consecuencia una huida hacia las periferias. 
En el recorrido del Acueducto en dirección hacia la sierra (carretera de La Granja), había tan sólo una Dehesa Real de Enrique IV del siglo XV, instalaciones religiosas como los Padres Misioneros, el Monasterio de San Antonio el Real y el asilo de las Hermanitas de los Pobres, un cementerio, una plaza de toros, algunos ventorros y campo y peñascos. Dos carreteras señalaban los límites en la zona: la de La Granja y la de Valdevilla. En las inmediaciones se situaba también la Cárcel -hoy centro cultural-, unos depósitos de agua e instalaciones militares. Era la zona que llamaban de Chamberí.
Ya en el XX se instalan algunas empresas en el entorno de la plaza de toros, donde además se había construido una estación de ferrocarril que no se usaba y pasó a manos de La Electra Segoviana: Defensa Antigás (DAGSA) -que fabricaba máscaras antigás y que intentó innovar con un coche familiar que pronto fue eclipsado por el éxito de la FASA en Valladolid-  y Klein -de gomas y mangueras- y comienzan a realizarse los primeros asentamientos, sin planificar. Corresponden al barrio del Peñascal, hoy incluido en el de La Albuera. 
En las primeras décadas del siglo por tanto la zona se revaloriza y se construyen algunos chalets (hoteles) como el del arquitecto municipal Manuel Silvestre Pagola para D. Ángel Alonso en la carretera de la Granja.

## Barrio del Peñascal

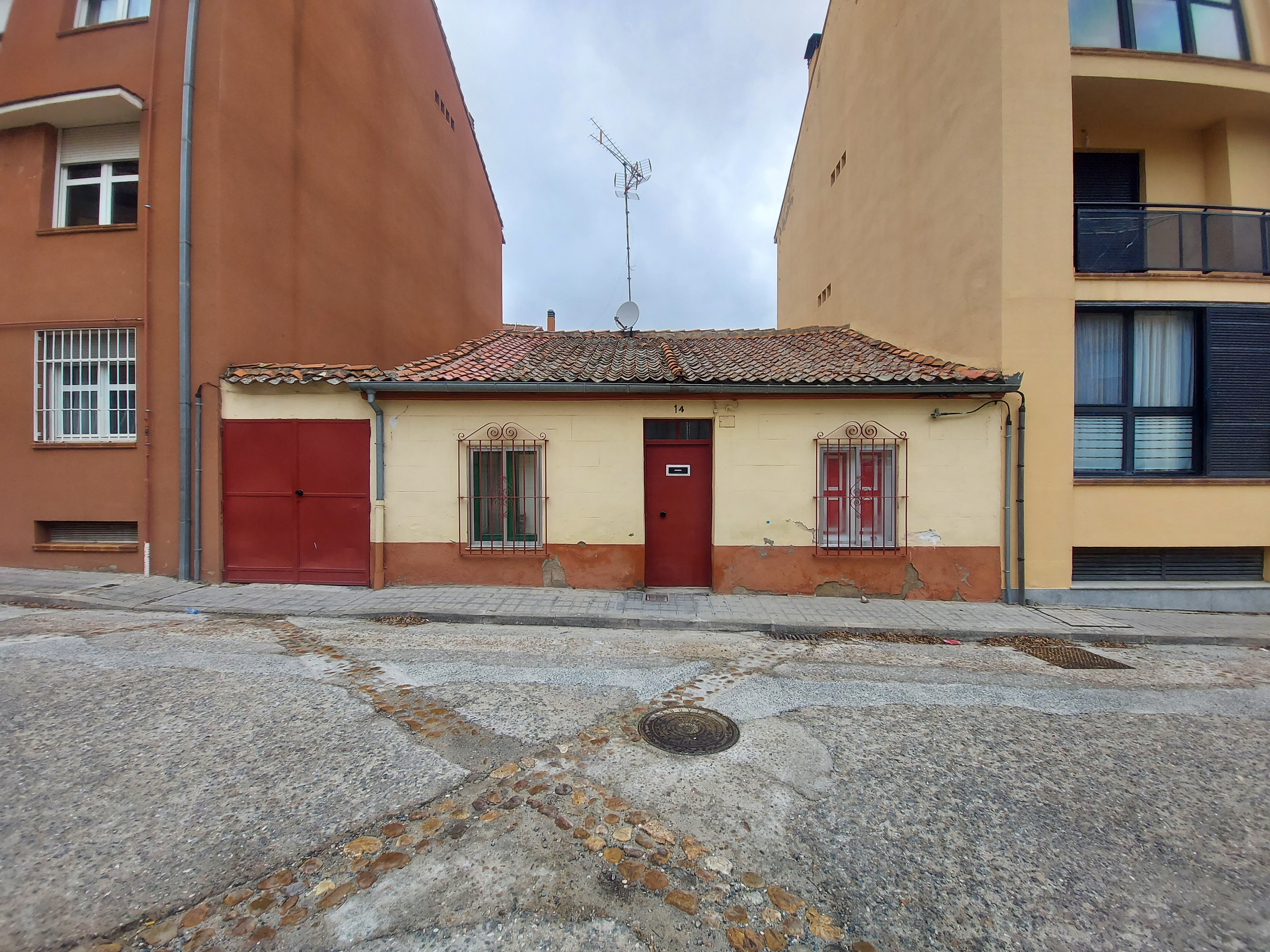
Casa molinera original del barrio del Peñascal

En los años 40 comienza la construcción de vivienda obrera en la zona del Peñascal, tras el edificio de los Padres Misioneros y las Hermanitas de los Pobres. Son casas por lo general con una o dos plantas y patio y aún se puede ver estas arquitecturas originales en la calle del Prado, la calle de la Luz y la plaza del Peñascal.
En 1944 se situó en la ahora llamada Plaza de los Deportes un campo de fútbol que aún recuerdan algunos segovianos. 
La barriada inicial toma el nombre de los peñascos que poblaban la zona antes de su urbanización. 

## Colonia Pascual Marín

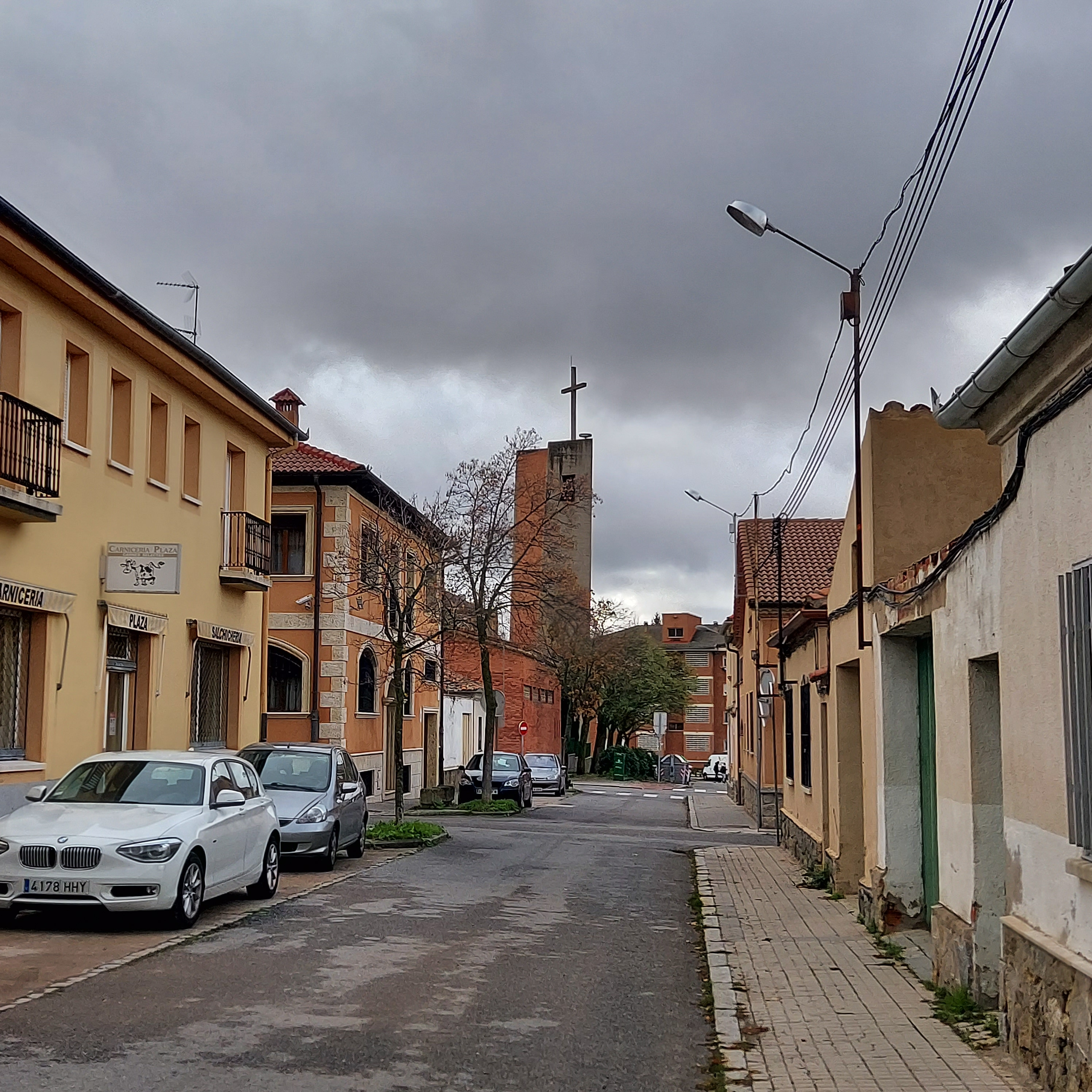
Iglesia del Carmen y Colonia Pascual Marín

Entre 1952 y 1954 se construye la primera promoción (72 viviendas) de la Colonia Pascual Marín entre Chamberí y la plaza de Toros en la carretera de La Granja para acoger, sobre todo el éxodo rural. Se trata de un barrio de baja densidad de vivienda unifamiliar, promovido por la Obra Sindical del Hogar, que edifica 231 viviendas a lo largo de diez años, que buscan mejores hogares para los trabajadores con luz y salubridad. Estas viviendas cuentan con patio que permite un mejor tránsito del campo a la ciudad, así como retrete. Las casas se adjudican bajo criterios de modelo familiar, conducta procedente y fidelidad al régimen, como en tantos otros lugares; y habrán de ser pagadas a lo largo de los años. Del 1954 al 1956 se construyen otras 101 viviendas y en 1957 la tercera promoción, con 58 viviendas. Constituye una de las primeras muestras de urbanismo planificado de la ciudad si bien el acceso a los servicios de la ciudad era dificultoso por la lejanía.
En 1957 se abre el primer centro educativo de la zona: la Escuela-Taller Ángel del Alcázar, hoy IES La Albuera dedicado a enseñanzas profesionales como forja, mecánica, fontanería, etc. En 1959 se abre el colegio del Padre Claret y en 1960 el colegio Calvo Sotelo hoy llamado CE.I.P. El Peñascal. 

## Desarrollo

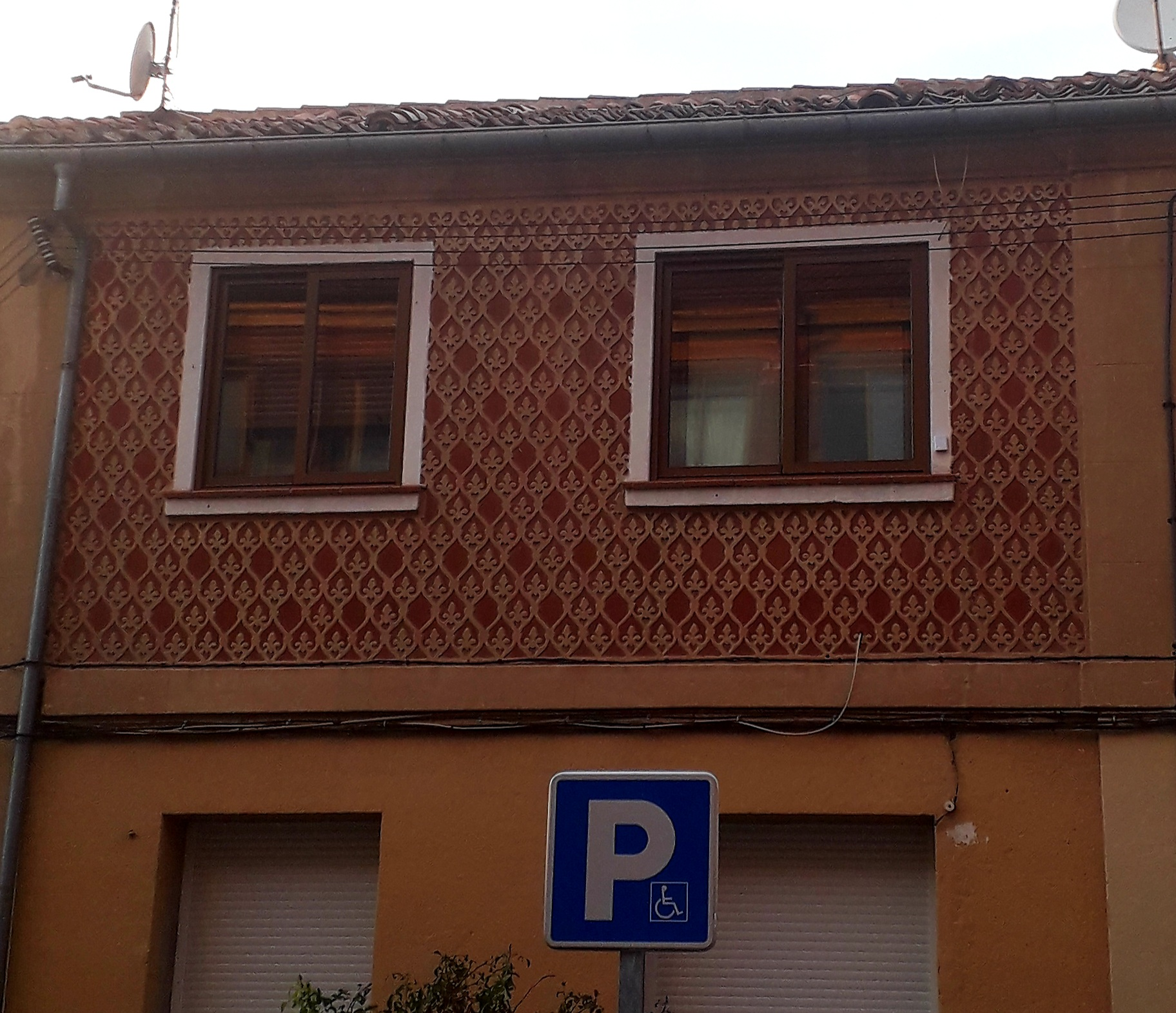
Edificio de dos plantas que incluye además esgrafiado típico segoviano

El barrio crece y se moderniza. Se construyen los primeros edificios de pisos y una gran iglesia de planta circular y estética brutalista dedicada a la Virgen del Carmen en 1965. Será la única hasta los años 90 en que se inaugurará la iglesia de San Frutos en la Plaza de los Deportes. 

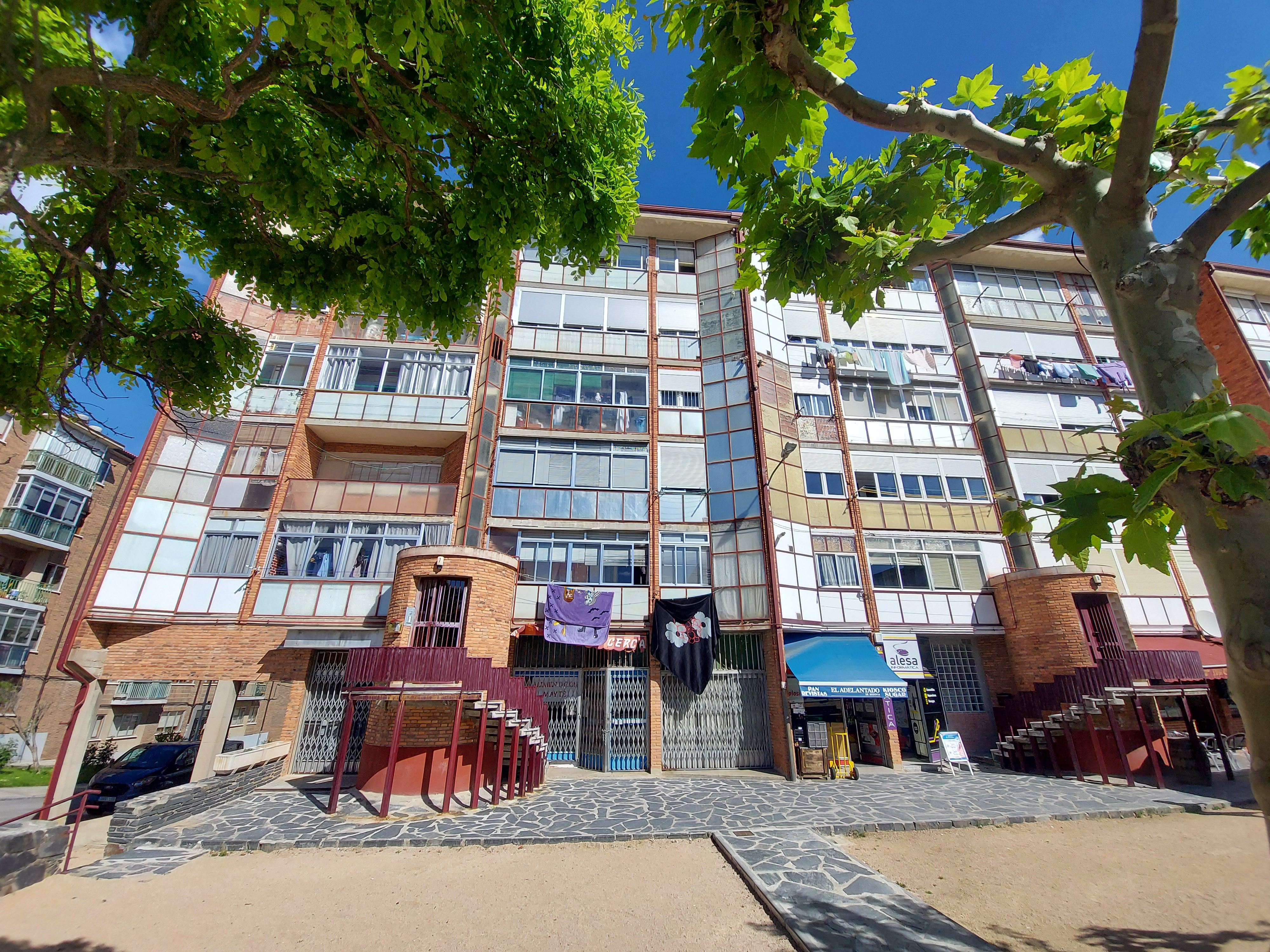
Edificio Aracil

Destaca el conjunto de vivienda colectiva junto a la Colonia Pascual Marín del arquitecto J. J. Aracil Bellod edificado entre 1966 y 1967. 312 viviendas subvencionadas dentro de la Cooperativa Pío XII, en un interesante intento arquitectónico contemporáneo por generar espacios comunes para sus habitantes. Fueron unos de los primeros bloques altos de la zona.
En los años setenta irán construyendo los bloque de pisos de la calle Tejedores y Marqués de Lozoya, que aún conservan espacios verdes; en  1974 los de la calle Lérida y en 1976 los de la calle de los Castillos, produciéndose un intenso desarrollo del barrio. En el límite del barrio aún se conservan sin embargo algunas construcciones de uso agrícola.
Para completar los servicios de la zona, en 1977 se inaugura el estadio municipal de La Albuera, espacio fundamental de reunión de los futboleros y en 1979 cuando se abre el IES María Moliner como desdoblamiento de la Escuela de Maestría Industrial (actual IES Ezequiel González). Finalmente, en 1983 se inaugura el CEIP Eresma en la parte alta del barrio y un año después el mercado municipal de la Albuera.

## Actualidad
Las industrias que alimentaron a los habitantes del barrio fueron cerrando entre los 80 y 90 o desplazando sus sedes y la zona se ha reurbanizado, si bien la colonia Pascual Marín permanece en un estado bastante primitivo. 
En el extremo más sur se ha situado la llamada Ciudad de los Deportes, con el estadio, un pabellón deportivo, gimnasio y piscinas municipales. 
En 2009 Pedro Arahuetes inauguró el  parque de «Los altos de Chamberí» , situado junto a los depósitos del agua en los antiguos terrenos de la D.A.G.S.A , que fue acondicionado por los alumnos-trabajadores del módulo de jardinería del Taller de Empleo Municipal de Segovia.
Además de otros acondicionamientos como el de la zona que ocupaba una antigua serrería entre las calles Lérida, Tours y de la Luz para el disfrute público; se llevan a cabo iniciativas "verdes" como la instalación de carril bici en la zona del cementerio o la implantación de contenedores para el compostaje orgánico.